# Фохар
 Тази статия е за вилната зона в София, България.  За местността в Самоков вижте Черният кос.  
„Фохар“ е малък квартал на град София, България, разположен в район „Витоша“, на 6,7 километра южно от центъра на града.
Разположен е северно от улица „Кумата“ и граничи с кварталите „Киноцентъра III“ на изток, „Национален киноцентър“ на юг и „Бояна“ на запад.

## Улици и произход на имената им
| Път      | Наречен на                                    | Местоположение |
| -------- | --------------------------------------------- | -------------- |
| „Кумата“ | Крум Новаков – Кумата (1898 – 1921), алпинист | Карта          |